# TV3 (Schweden)
TV3 ist ein schwedischer Fernsehsender der Nordic Entertainment Group, einer Ausgründung der Modern Times Group. Bei TV3 werden überwiegend US-amerikanische Produktionen gesendet wie Die Simpsons, Navy CIS, Die Nanny, Weeds – Kleine Deals unter Nachbarn, Charmed – Zauberhafte Hexen und My Name is Earl. Der Sender startete am 31. Dezember 1987.

## Weitere Programme (Auswahl)
- Alle lieben Raymond
- American Dad
- Baywatch – Die Rettungsschwimmer von Malibu
- Bones – Die Knochenjägerin
- Dawson’s Creek
- Dharma & Greg
- Family Guy
- Malcolm mittendrin
- Melrose Place
- Prison Break
- Pushing Daisies
- Scrubs – Die Anfänger
- Sex and the City
- Smallville
- The Closer
- The L Word – Wenn Frauen Frauen lieben
- Guinness World Records
- TV3 Direkt